# 송탄역
송탄역(松炭驛, Songtan station)은 대한민국 경기도 평택시 신장2동에 있는 수도권 전철 1호선의 전철역이다. 이 역 번호는 P162이다.
이 역은 급행 전철이 정차하지 않고 통과한다.(급행 정차역: 구로, 서울역, 청량리, 광운대 방면: 오산역
평택, 천안, 아산, 신창 방면: 서정리역)

## 역사
수원역~천안역간 복복선화 이전에도 대피선은 없었고 승강장만 있던 간이역이었으며, 일반열차 여객 영업은 2001년 이후 서정리역에 통합되면서 영업을 중지하였으나, 이후 전철역으로 여객 영업을 재개하였다.
- 1952년 10월 1일: 신호장으로 영업 개시
- 1955년 4월 10일: 적봉역(赤峯驛)으로 역명 변경
- 1970년 3월 1일: 송탄역으로 역명 변경, 보통역으로 승격[2]
- 1970년 3월 19일: 화물, 소화물 취급 중지
- 1984년 3월 1일: 배치간이역으로 격하
- 2001년 6월 1일: 여객취급 중지와 동시에 특정통일호 에드몬슨 승차권 발매 중단. 이와 동시에 서정리역까지 임시 무료 셔틀버스 운행.
- 2005년 1월 20일 : 수도권 전철 운행 개시
- 2010년 1월 21일: 당정역 개업으로 1호선 역번호가 P161번에서 P162번으로 변경

## 역 구조
2면 5선의 혼합식 승강장을 갖춘 지상역이며, 현재 승강장에 스크린도어가 설치되어 운영중이다. 출구는 5개다.

### 승강장
| ↑진위    |
| １ \| ２ |
| 서정리↓  |

| 1 | ● 수도권 전철 1호선 | 수원 · 구로 · 서울역 · 광운대 방면 |
|   | 경부선              | 통과선                             |
| 2 | ● 수도권 전철 1호선 | 평택 · 천안 · 신창 방면            |

- 중간에 2선의 통과선이 있다.

## 전용선
- 송탄선

평택역에서 오산 공군기지까지 이어지는 인입선이 있다. 이 선로는 평택국제중앙시장을 관통한다.

## 역 주변
- 지산동 행정복지센터
- 송탄시외버스터미널
- 송북시장
- 송탄치안센터
- 송탄우체국
- 송탄보건지소
- 평택지산초등학교
- 송탄소방서
- KT 송탄지점
- 한국전력공사
- 송탄체육공원
- 경기평택교육도서관
- 송탄출장소
- 태광중학교
- 태광고등학교
- 신장2동치안센터
- 복창초등학교
- 서정동우편취급소
- 송신초등학교
- 신장동 행정복지센터

## 승차량 변동
| 노선   | 승차 인원 | 승차 인원 | 승차 인원 | 승차 인원 | 승차 인원 | 승차 인원 | 승차 인원 | 승차 인원 | 승차 인원 | 승차 인원 | 승차 인원 | 승차 인원 | 승차 인원 | 승차 인원 | 승차 인원 | 승차 인원 | 승차 인원 | 승차 인원 | 주 석 |
| 노선   | 2005년    | 2006년    | 2007년    | 2008년    | 2009년    | 2010년    | 2011년    | 2012년    | 2013년    | 2014년    | 2015년    | 2016년    | 2017년    | 2018년    | 2019년    | 2020년    | 2021년    | 2022년    | 주 석 |
| ------ | --------- | --------- | --------- | --------- | --------- | --------- | --------- | --------- | --------- | --------- | --------- | --------- | --------- | --------- | --------- | --------- | --------- | --------- | ----- |
| 경부선 | 3609      | 3959      | 4096      | 4331      | 4286      | 4245      | 4386      | 4374      | 4501      | 5406      | 4828      | 4954      | 5083      | 5172      | 5114      | 3524      | 3814      | 4410      | [ 3 ] |

## 인접한 역
| 경부선                | 경부선                          | 경부선                |
| --------------------- | ------------------------------- | --------------------- |
| P161 진위 광운대 방면 | ● 수도권 전철 1호선 경부선 완행 | P163 서정리 신창 방면 |